# Давид Атанаскоський
Давид Атанаскоський (мак. Давид Атанаскоски, 21 жовтня 1996 року, Скоп'є) — північномакедонський футболіст, захисник казахстанського клубу «Шахтар» (Караганда).

## Клубна кар'єра
Футбольну кар'єру розпочав у 2015 році у складі клубу «Тетекс», у складі якого дебютував у вищому дивізіоні країни.
Згодом виступав на батьківщині за клуби «Горизонт» (Турново), «Академія Пандєва» та «Македонія Гьорче Петров», вигравши у складі другої Кубок Македонії у 2019 році.
На початку 2021 року перейшов в казахстанський клуб «Шахтар» з Караганди.

## Виступи за збірні
Провів по одному матчу за збірні Македонії до 20 та 21 року.

## Досягнення
- Володар Кубка Македонії: 2018/19, 2021/22
- Чемпіон Албанії: 2022/23
- Володар Суперкубка Албанії: 2023